# لوتار بوب

لوتار بوب (بالألمانية: Lothar Popp) كان ثوريا ألمانيا (1887 – 1980)، قاد تمرد البحارة في مدينة كيل بشمال ألمانيا، في بداية ثورة نوفمبر بألمانيا عام 1918.